# HTTPS Everywhere
HTTPS Everywhere — свободное и открытое расширение для браузеров Google Chrome, Mozilla Firefox, Opera, Microsoft Edge, Brave и Vivaldi, разработанное совместно The Tor Project и Electronic Frontier Foundation (EFF). Оно автоматически заставляет веб-сайты использовать вместо HTTP более защищенное соединение HTTPS, если они его поддерживают. 21.09.2021 EFF заявил о том, что поддержка расширения будет прекращена в связи с тем, что самые популярные браузеры имеют встроенную опцию "только-HTTPS". В 2022 году было выпущено последнее обновление для информирования пользователей о наличии этой опции в их браузерах.

## Разработка
Разработка HTTPS Everywhere была вдохновлена увеличением использования Google HTTPS, и расширение проектировалось с идеей использования HTTPS когда только возможно. Часть кода основана на реализации HTTP Strict Transport Security расширения NoScript, но HTTPS Everywhere задумано быть проще в использовании чем NoScript. EFF предоставляет пользователям информацию о том как добавить списки правил HTTPS в HTTPS Everywhere, а также информацию о том какие сайты поддерживают HTTPS.

### Поддерживаемые платформы
Общедоступная бета-версия HTTPS Everywhere для Firefox была выпущена в 2010, а версия 1.0 в 2011. Бета для Google Chrome вышла в феврале 2012. В 2014 представлена версия для Android.

## SSL Observatory
SSL Observatory — это опция HTTPS Everywhere, введенная в версии 2.0.1, которая анализирует сертификаты открытого ключа для определения скомпрометированных корневых центров сертификации, и уязвимости пользователя к атакам посередине. В 2013 ICANN Security and Stability Advisory Committee (SSAC) отметил что набор данных, используемых SSL Observatory, зачастую считает промежуточные центры сертификации отдельно, увеличивая число корневых центров сертификации. SSAC критиковал SSL Observatory за потенциально преувеличенное число внутренних именных сертификатов, и отметил, что она использует набор данных, датируемых 2010 годом.

## Отзывы
Два исследования рекомендовали встраивание функциональности HTTPS Everywhere в браузеры на Android. В 2012 году Eric Phetteplace описал его как «возможно, лучший ответ атакам в стиле Firesheep, доступный на всех платформах». В 2011 Vincent Toubiana и Vincent Verdot отметили некоторые недостатки плагина HTTPS Everywhere, включая необходимость поддерживать список сервисов, имеющих HTTPS, и то что некоторые сервисы перенаправляют на HTTPS несмотря на то что они ещё недоступны по HTTPS, не позволяя пользователю расширения получить доступ к сервису.